# Bischheim (Francia)
Bischheim (Bìsche in alsaziano) è un comune francese di 17 520 abitanti situato nel dipartimento del Basso Reno nella regione del Grand Est.
Vi si trovano in esposizione le motrici del primo TGV prototipo a turbina.

## Società

### Evoluzione demografica
Abitanti censiti